# Ouadane

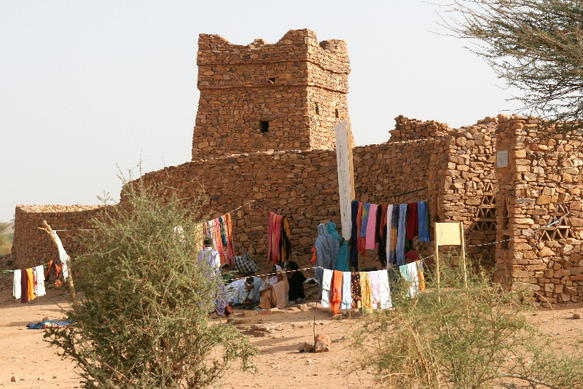
Turn vechi

Ouadane este un oraș în Mauritania.